# Xã Oil Creek, Quận Venango, Pennsylvania
Xã Oil Creek (tiếng Anh: Oil Creek Township) là một xã thuộc quận Venango, tiểu bang Pennsylvania, Hoa Kỳ. Năm 2010, dân số của xã này là 854 người.